# Jim Slater
James Slater, född 9 december 1982 i Lapeer, Michigan, är en amerikansk professionell ishockeyspelare som spelar som centerforward för Winnipeg Jets i NHL.
2002 valdes han av Atlanta Thrashers i den första rundan som 30:e spelare totalt i NHL-draften.

## Klubbar
- Cleveland Barons, NAHL, 1998–2001
- Michigan State University 2001–2005
- Atlanta Thrashers 2005–2011
- Winnipeg Jets 2011–